# درمالاجیکا
درمالاجیکا (انگلیسی: Dermalogica) شرکت مراقبت‌های شخصی آمریکایی است، که در سال ۱۹۸۶ تأسیس شد و هم‌اکنون زیرمجموعه‌ای از شرکت یونیلیور می‌باشد.